# پایگاه هوایی شرن
پایگاه هوایی شرن (انگلیسی: Sharana Airstrip) یک فرودگاه در افغانستان است که در ولایت پکتیکا واقع شده‌است.